# De Vier Polders
De Vier Polders was een waterschap gelegen in de Nederlandse gemeente Opsterland in de provincie Friesland, dat een zelfstandig overheidsorgaan was van 1886 tot 1968. Het waterschap besloeg een oppervlakte van ongeveer 360 hectare en omvatte, zoals de naam al suggereert, vier polders, de Schoolmolen, de Kleine Molen, de Kooimolen en de Kledse Molen, gelegen ten zuiden van Terwispel.
Het waterschap beheerde de zomerdijken tussen de vier polders en de watergangen, pompers, duikers en hekken in het gebied. In 1966 werd besloten te fuseren met de Polder van het 6de en 7de Veendistrict, maar dit besluit werd niet geëffectueerd, omdat De Vier Polders op 1 oktober 1968 bij de eerste provinciale waterschapsconcentratie in Friesland werd opgeheven en opging in waterschap Boarnferd.
Na verdere fusies valt het gebied vanaf 2004 onder Wetterskip Fryslân. 